# Исая (епископ на България)
Исая e епископ на България от IХ в., чието съществуване е безспорно засвиделствано с неговия официален молдивул (оловен печат) носещ надписa „Исайа епископ на България“ , но за когото не са запазени други сведения.
Вероятно именно той е първият български епископ пратен от Цариград да води покръстването на народа от Борис I в 865 г. и оглавил местната новосъздадена църква. С идването на епископите пратени от Рим в 867 г. византиската мисия приключва и първият епископ на България напуска страната.